# تانژو کورل
تانژو کورل (انگلیسی: Tanju Korel; ۱۰ اکتبر ۱۹۴۴ – ۲۱ سپتامبر ۲۰۰۵) بازیگر، کارگردان فیلم، و تهیه‌کننده فیلم اهل ترکیه بود. وی بین سال‌های ۱۹۶۶ تا ۲۰۰۵ میلادی فعالیت می‌کرد.